# バルジングハウゼン
バルジングハウゼン (ドイツ語: Barsinghausen, ドイツ語発音: [barzɪŋˈha‿uz̩n] ( 音声ファイル)) は、ドイツ連邦共和国ニーダーザクセン州ハノーファー広域連合に属す市である。

## 地理

### 位置
バルジングハウゼンは、ドイツ中低山地と北ドイツ低地との移行部にあたる丘陵地であるダイスターに面している。本市は行政組織上はハノーファー広域連合に属し、歴史上はハノーファー南西部のカレンベルガー・ラントに位置している。ダイスターはヴェーザー山地と接している。この丘陵は近郊保養地として利用されており、バルジングハウゼンの市街中心部からわずか約 200 m の丘陵部にレジャー用地がある。この街は肥沃な農地の土壌であるカレンベルガー・ローム土壌に位置する。
市域は、グロース・ムンツェル地区とダイスターの尾根との間に 300 m 以上の高低差がある。SGB Stadtentwicklungsgesellschaft Barsinghausen mbH（SGB バルジングハウゼン都市開発協会 mbH）は「142 üNN」（海抜 142 m）というロゴを用いているが、これは市域の標高差を表している。

### 市の構成
本市は、以下の地区で構成されている。括弧内は人口を示す。
| - バントルフ (1,250) - バリヒゼン (214) - バルジングハウゼン (14,597) - エッケルデ (551) - エーゲストルフ (7,331) - ゲクセ (532) | - グロースゴルテルン (1,317) - グロース・ムンツェル (1,162) - ホーエンボステル (1,571) - ホルテンゼン (255) - キルヒドルフ (2,044) - ランドリングハウゼン (912) | - ラングレーダー (1,030) - ノルトゴルテルン (454) - オスタームンツェル (336) - シュテンメン (600) - ヴィヒトリングハウゼン (525) - ヴィニングハウゼン (1,046) |

### 隣接する市町村
バルジングハウゼンは、北から時計回りに、ヴンストルフ、ゼールツェ、ゲールデン、ヴェンニグセン (ダイスター)、シュプリンゲ（以上、ハノーファー広域連合）、バート・ミュンダー・アム・ダイスター（ハーメルン＝ピルモント郡）、ラウエナウ、バート・ネンドルフ（ともにシャウムブルク郡）と境を接している。

## 歴史
バルジングハウゼンの古い地名として、1193年に Berkingehusen、1200年-1204年に Berzinghusen、1203年に Berchingehusen、1213年に Berscyngehusen、1216年に Berchsihusen、1223年-1225年に Berkenhusen、1228年に Berkingehusen、1229年に Bercingehusen が知られている。これらの地名はどうやら、家門名の Berico、der von bero、bern に関係しており、それぞれ「熊」、「英雄」、「戦士」を意味している。したがってバルジングハウゼンとは「Beriko のジッペの集落」という意味である。

### ダイスタームルデの集落と修道院の設立
出土した遺物が、後のバルジングハウゼン地域では定住が新石器時代に始まった事を示している。紀元後400年頃の民族移動時代にはケルスキ族がダイスター＝ライネ地域に住んでいたことが証明されている。紀元後500年以降、ザクセン族がダイスタームルデ（窪地）を開墾した。中世初期にはこの定住地はマルステムガウに含まれた。10世紀末から11世紀初めに、ランドリングハウゼン近郊に避難城砦イーゼンブルクが造られた。その遺跡は、1982年から1983年に研究がなされたが、ほとんど識別することはできない。後のバリヒゼン地区とランドリングハウゼン地区との間の水車「コーケミューレ」は11世紀に初めて文献に記録された。
バルジングハウゼンは、中世盛期（1193年）にマリエン修道院の設立との関連で初めて文献に記録されている。当時は Berkingehusen という名前であった。他の集落も文書により証明されている。たとえばキルヒドルフはカロリング家の文書に892年に初めて登場する。ゴルテルン集落の最も古い文献記録は1158年のもの（十分の一税をバイエルンおよびザクセン公ハインリヒに納める文書）である。バリヒゼン集落は1225年に初めて文献に記録されている。
中世盛期には、ローム質の土壌とジュートアウエ川の数多くの支流が、農業や多くの水車にとって重要な基盤となった。エーゲストルフの3基の水車は1231年に初めて記録されている。さらにこの頃バルジングハウゼン地域では、経済的に独立した騎士領などの所領が成立していった。

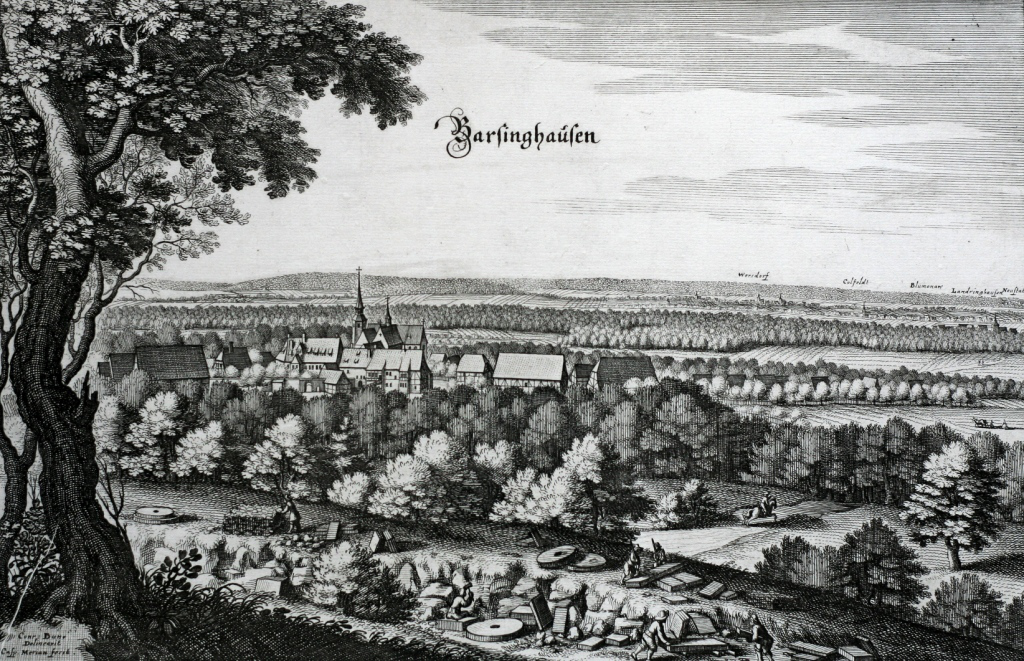
マテウス・メーリアンの銅版画に描かれた1654年頃のバルジングハウゼン

### 宗教改革、鉱業、工業化
宗教改革は、1543年にバルジングハウゼン修道院の教会刷新をもたらした。17世紀から農民の他にダイスター砂岩を切り出す石工が社会的重要性を獲得した。バルジングハウゼンの鉱業は、ハノーファー周辺の初期工業企業（たとえば、リンデンなど）が石炭を購入するようになった1817年以降さらに盛んになっていった。
1828年にそれまで独立した自治体であったアルテンホーフが合併した。この時代の建物が現在のアルテンホーフ通りにいくつか遺っている。バルジングハウゼンは1872年にハステ - ヴェーツェン線（ダイスター鉄道）によってハノーファー - アルテンベーケン鉄道網に接続した。この路線は主にダイスターの石炭鉱業に利用された。1910年にはバルジングハウゼンの全住民のほぼ 50 % が鉱業に携わっていた。
第二次世界大戦後、難民の流入によってバルジングハウゼンの人口増加が起こった。Preußische Bergwerks- und Hütten AG（直訳: プロイセン鉱業および精錬AG、現在の TUI）が1956年/1957年に石炭の採掘を中止した後、バルジングハウゼンには他の鉱業分野が進出した。1954年にVW-トラック製造のためのVW-分工場も進出する検討がなされた。この案は、ニーダーザクセン州経済大臣ヘルマン・アーレンスの支援を受けていた。しかし、結局はハノーファー＝シュテッケンが誘致に成功した。バルジングハウゼンは、1969年に都市権を獲得した。バルジングハウゼンは、2004年に廃止されるまでハノーファー行政管区に属していた。

### 市町村合併
1968年のニーダーザクセンの地域および行政改革に伴い、バルジングハウゼン、キルヒドルフ、エーゲストルフが合併拡大し、新たな自治体としてバルジングハウゼンが成立した。この町は1969年8月21日に都市権を得た。1974年3月1日のハノーファー法に関連して、それまで独立した自治体であったバリヒゼン、ゲクセ、ゴルテルン、グロース・ムンツェル、ホーエンボステル・アム・ダイスター、ホルテンゼン・バイ・ヴンストルフ、ランドリングハウゼン、ラングレーダー、オスタームンツェルがバルジングハウゼン市に合併した。ゴルテルンはこれ以前にグロースゴルテルン、ノルトゴルテルン、エッケルデ、シュテンメンが合併して成立した自治体であり、ホーエンボステル・アム・ダイスターはホーエンボステル、バントルフ、ヴィヒトリングハウゼン、ヴィニングハウゼンからなっていた。

## 行政

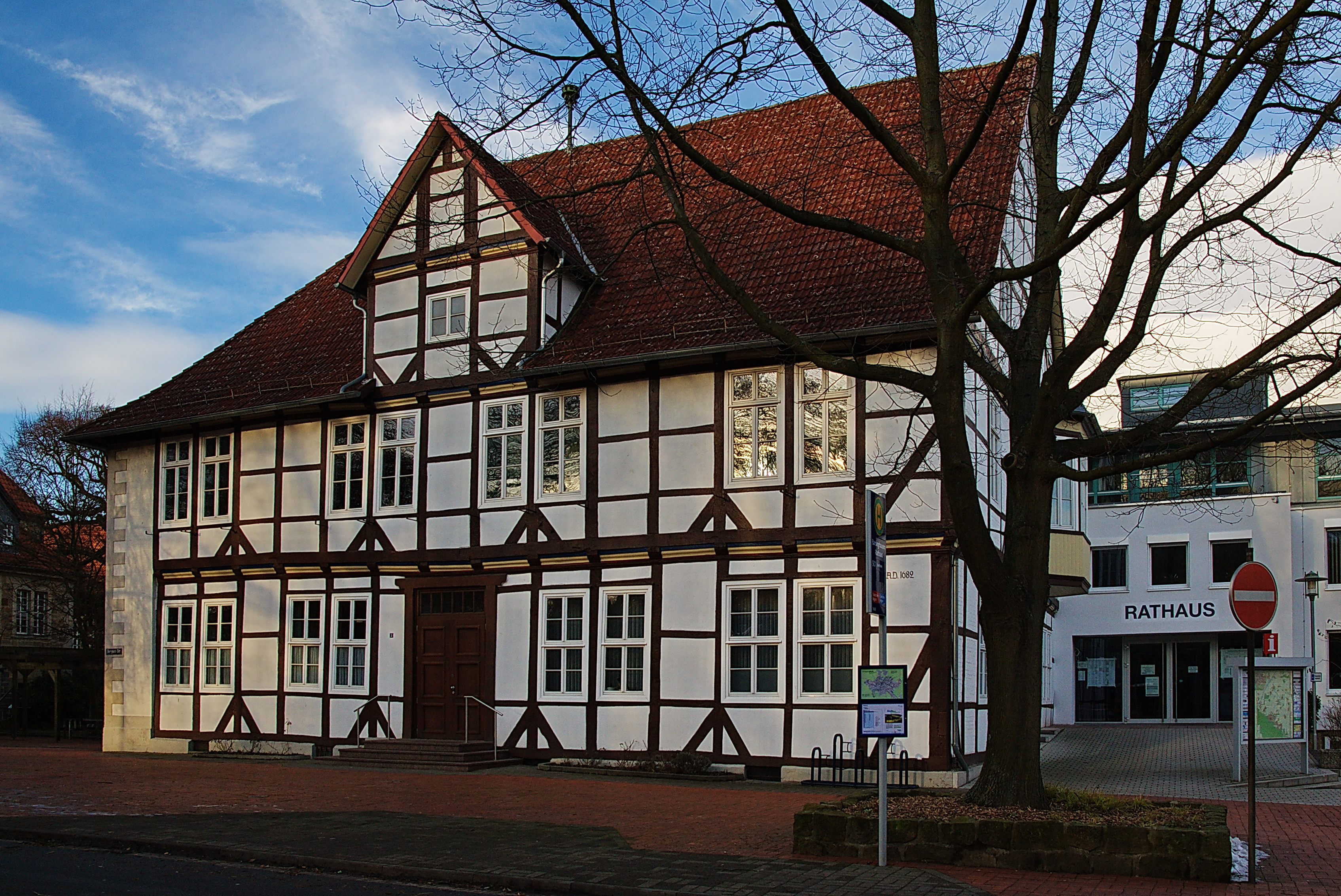
バルジングハウゼン市庁舎

### 市議会
バルジングハウゼンの市議会は38議席からなる。市議会ではこれに市長が加わる。

### 首長
バルジングハウゼンの市長はヘニング・シュンホーフ (SPD) である。

#### 歴代市長
第二次世界大戦後、初めはイギリス軍事政府がバルジングハウゼンの町長を指名していた。
- 1945年7月 - 1946年1月: ヴィルヘルム・ヘス
- 1946年1月 - 1946年9月: フリードリヒ・カール

以後は選挙で選出された。
- 1946年 - 1949年: アウグスト・オーバーハイデ
- 1949年 - 1953年: フリードリヒ・ライネッケ
- 1953年 - 1956年: アウグスト・オーバーハイデ
- 1956年 - 1961年: フリードリヒ・ライネッケ
- 1961年 - 1964年: ヴィルヘルム・ヘス
- 1964年 - 1980年: ヴァルター・タイル
- 1980年 - 1986年: カール・ロートムント
- 1986年 - 1991年: ヘルムート・ケルバー
- 1991年 - 2006年: クラウス＝デトレフ・リヒター
- 2006年 - 2012年: ヴァルター・ツィーゼニース
- 2013年 - 2021年: マルク・ラーマン
- 2021年 - : ヘニング・シュンホーフ (SPD)

### 紋章
バルジングハウゼン市の紋章は、紋章研究家で出版者のハインツ・ライゼによってデザインされた。
- ニーダーザクセン州内務大臣による認可は1950年8月31日であった[11]。
- 1974年3月1日のバルジングハウゼン市新設に伴い、旧バルジングハウゼンの紋章を引き続き用いることがハノーファー行政管区長官により1974年8月7日に認可された[11]。

図柄: 上下二分割。上部は緑地に飛び跳ねる金のシカ。下部はさらに左右二分割され、向かって左は黒地に金の砥石、向かって右は金地で斜め十字に交差する黒いハンマーとアイゼン。
紋章の由来: シカは、バルジングハウゼンが、三方をアカシカが多く生息する森に囲まれていることを象徴している。第一次世界大戦までバルジングハウゼンの繁栄は、砂岩の採掘（これから砥石が作られる）と今日まで続く鉱業に多くの部分を拠っていた。このため砥石とハンマー、アイゼンが紋章に採用されている。黒い石炭、金色の砂岩、野生生物が豊かな緑の森に囲まれた修道院が旧バルジングハウゼンの色であった（黒:金:緑）。
バルジングハウゼン市のロゴにもシカが描かれており、市のスローガン「…hier geht's bergauf!」（直訳: ここは上り調子!）が記されている。

### 姉妹都市
バルジングハウゼン市は以下の都市と姉妹都市関係にある。
- モン＝サンテニャン（フランス、セーヌ＝マリティーム県）
- ブジェク・ドルヌィ（ポーランド語版、英語版）（ポーランド、ドルヌィ・シロンスク県）
- コーヴェリ（ウクライナ、ヴォルィーニ州）
- ヴルツェン（ドイツ語版、英語版）（ドイツ、ザクセン州）

### 青年議会
バルジングハウゼンには、若い住民により選出され、その代表を務める青年議会があった。バルジングハウゼン青年議会のアイデアは、2003年春にグリューネ・ユーゲント（同盟90/緑の党の青年部）、ユンゲ・ウニオーン（ドイツキリスト教民主同盟およびキリスト教社会同盟の青年部）、ユーゾス（ドイツ社会民主党の青年部）の協議によって生まれた。青年議会は活動員不足のために3期で廃止となった。

### 行政
一般的な行政組織の他に、都市排水のための独立した部局があり、シュタットヴェルケ・バルジングハウゼン GmbH（直訳: バルジングハウゼン都市施設）がその業務を担っている。経済振興、不動産売買、都市マーケティングは、SGB Stadtentwicklungsgesellschaft Barsinghausen mbH（SGB バルジングハウゼン都市開発協会 mbH）がこれを担当している。

## 住民

### 宗教

#### 宗教統計
Zensus 2011 によれば、住民の 51.6 % が福音主義＝ルター派、11.6 % がローマ＝カトリックを信仰しており、36.8 % がその他の宗教団体（ムスリム、ユダヤ教など）に属すか、特定の宗教団体に属していなかった。2018年12月の統計によれば、法的に認められた宗教法人に属していない人口が15,529人とバルジングハウゼンの人口の相対的多数を占めていた。このうち福音主義＝ルター派信者は14,915人、カトリック教会に属す信者は3,839人であった。2019年にはさらに2つの主要な公的教会から合わせて283人が減少した。

#### 福音主義＝ルター派教会
バルジングハウゼンでは、教会組織の多くがハノーファー福音ルター派州教会のロネンベルク教会クライスに属している。グロース・ムンツェルとランドリングハウゼンの教会だけは、同じハノーファー福音ルター派州教会のノイシュタット＝ヴンストルフ教会クライスに属す。

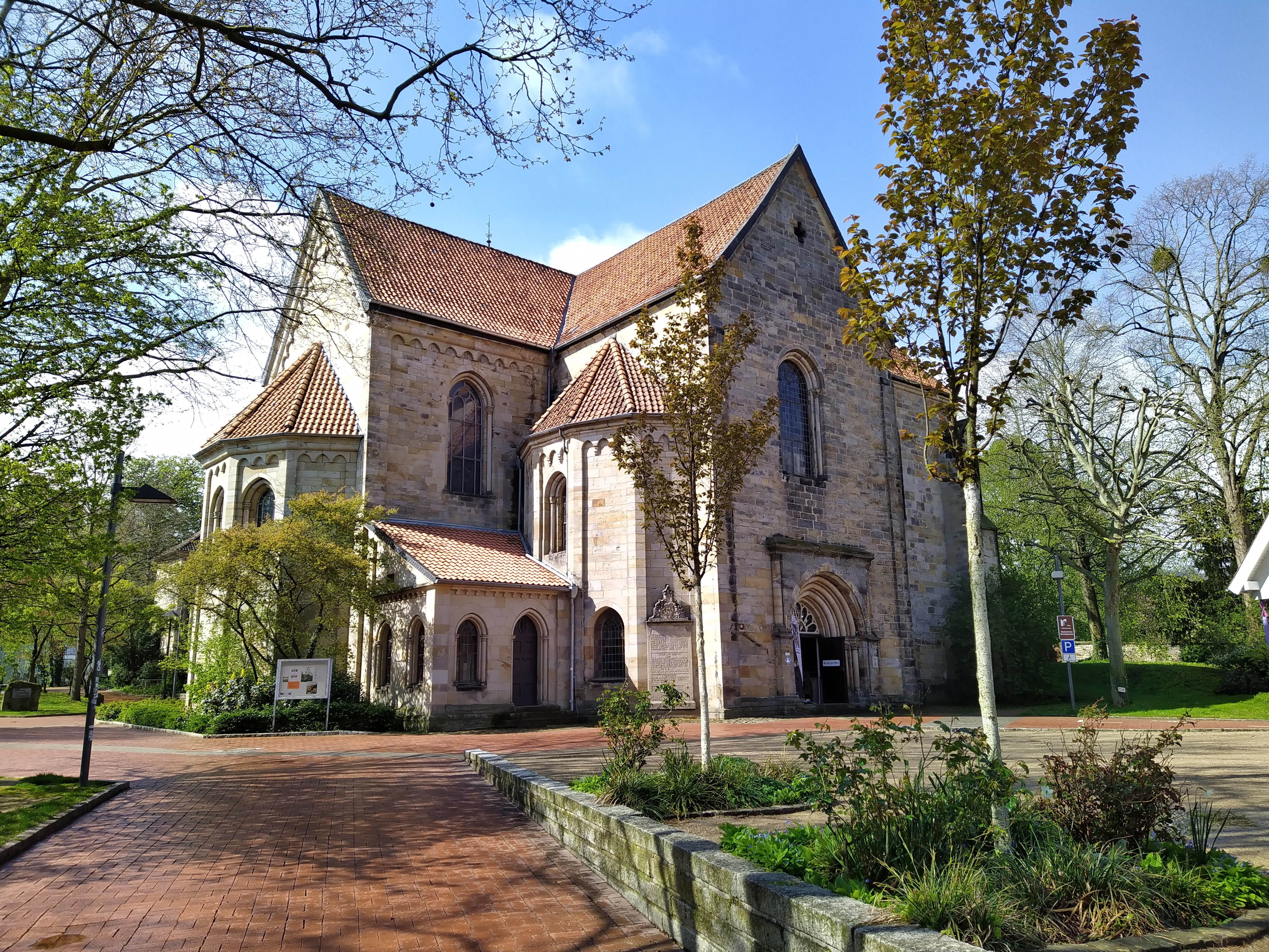
マリエン教会バルジングハウゼン

- マリエン教会バルジングハウゼン（修道院教会）、バルジングハウゼン南部

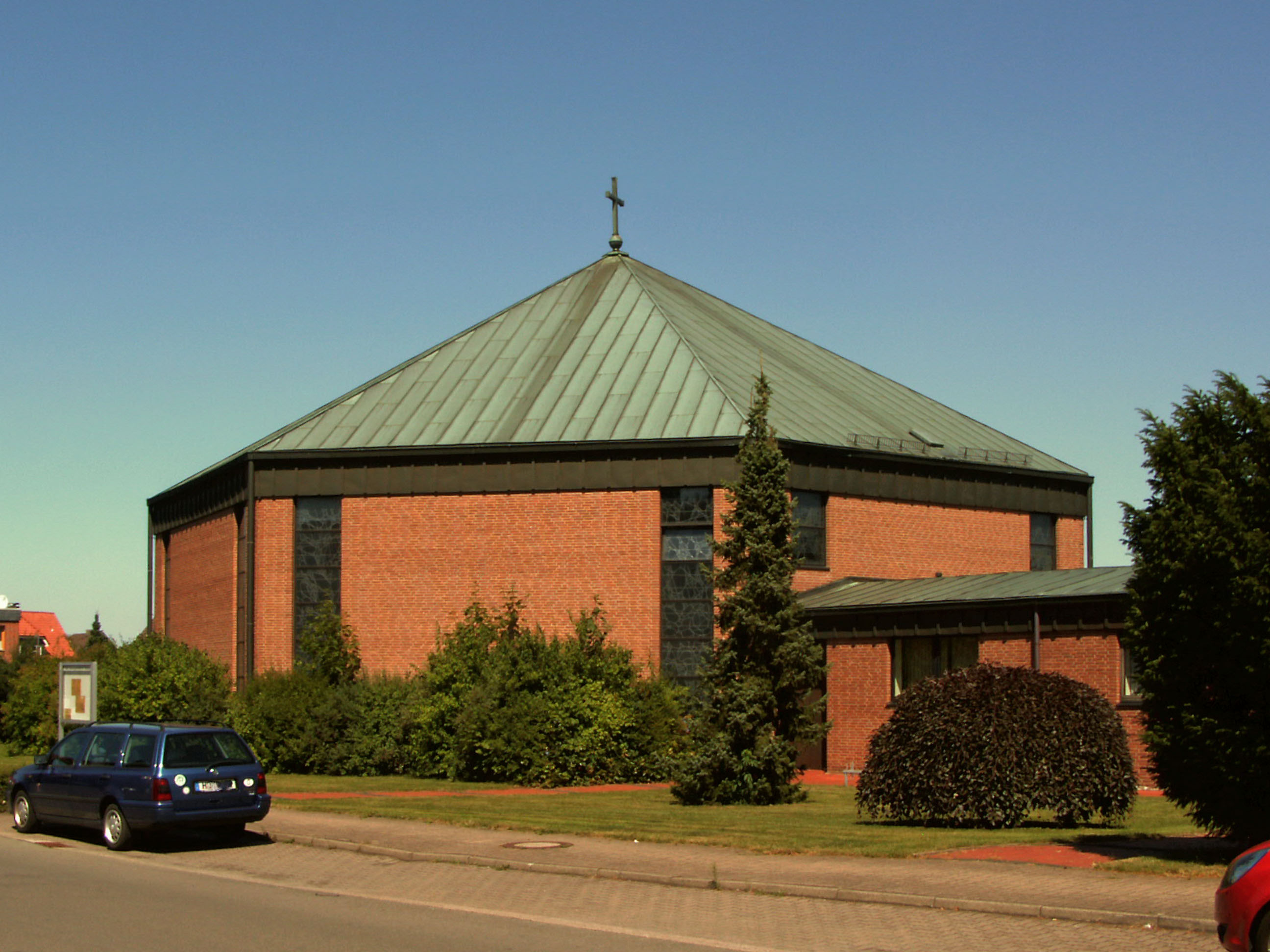
聖バルバラ教会

- ペトルス教会、バルジングハウゼン北部
- クリストゥス教会、エーゲストルフ
- 聖十字架教会、キルヒドルフ
- カペレン教会、ラングレーダー
- 聖ブラジウス教会、グロースゴルテルン
- トーマス教会、ホーエンボステル
- アレクサンドリ教会、バントルフ
- 聖ミヒャエリス教会、グロース・ムンツェル
- シュテンメン教会
- カペレン教会ゲクセ
- 聖ゼフェリーン教会、ランドリングハウゼン

#### カトリック教会
聖バルバラ教会はバルジングハウゼン唯一のカトリック教会で、すべての市区の信者約3,800人（2018年12月31日現在）がこの教会に属している。この教会は2014年からゲールデンの聖ボニファティウス教会の司祭区に属している。アルト＝バルジングハウゼンのハノーフェルシェ通りとキルヒドルファー通りとの角に位置する教会堂は、七角形の塔を持たない建物である。この教会は、坑夫の守護聖人であるニコメディアの聖バルバラの名を冠している。1984年3月18日にヒルデスハイム司教ヨーゼフ・ホーマイヤーによって聖別された。これ以前、1984年まで同じく聖バルバラに捧げられた教会があった。この教会は、服飾工場として計画され1949年に未完成の状態で教会に買い取られた建物内に設けられていた。1951年から1999年までグロース・ムンツェル地区にもう1つのカトリック教会、聖マティアス教会があった。

#### 自由教会
- 福音主義自由教会（バプテスト）、キルヒドルフ
- 新使徒教会（ドイツ語版、英語版）、キルヒドルフ

## 文化と見所

### 建築

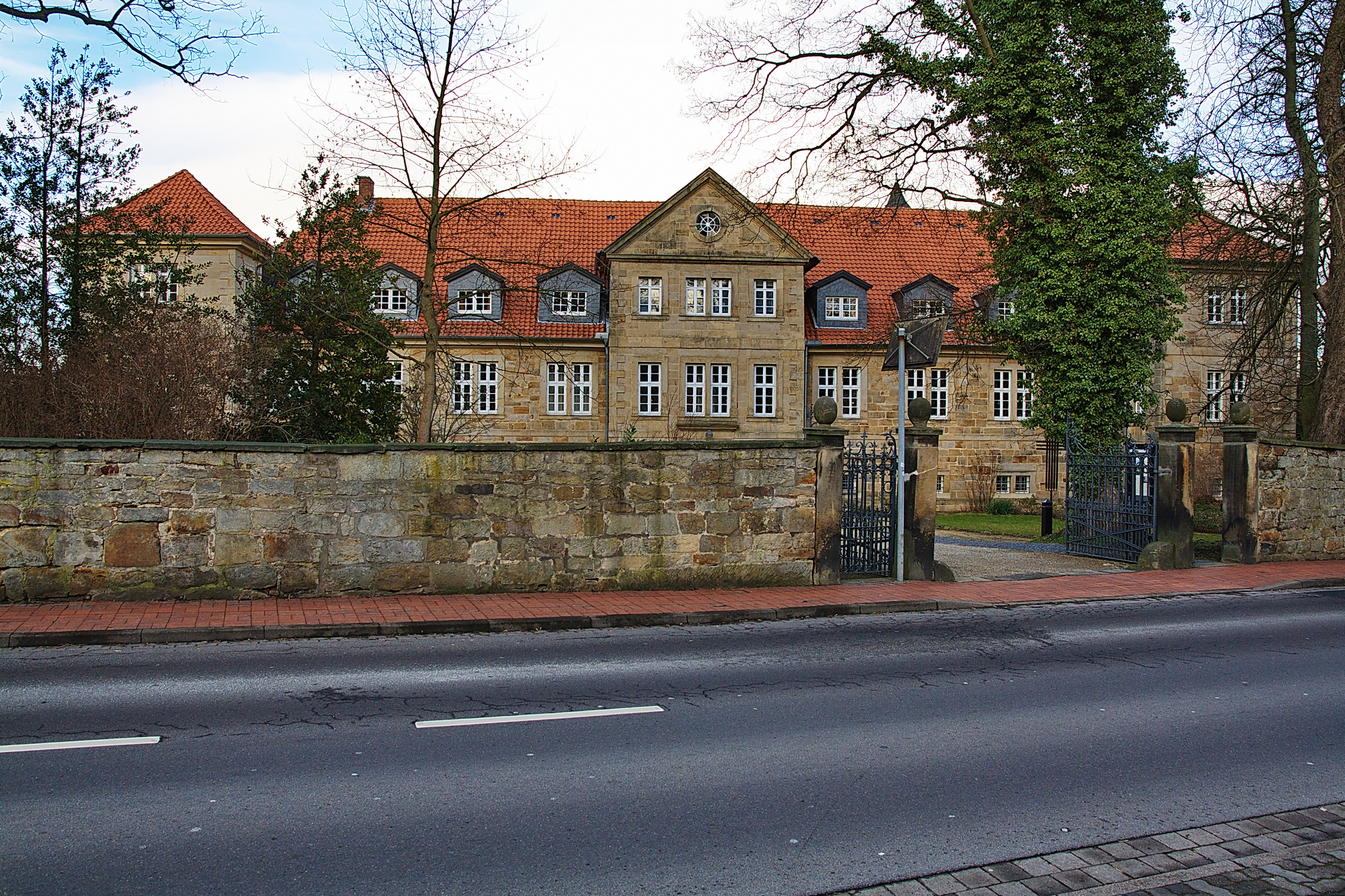
バルジングハウゼン修道院

#### 修道院と修道院教会
バルジングハウゼン修道院は、1193年に初めて文献に記録されており、カレンベルク侯領にかつて5つあった女子修道院の中で最も古いものである。最初はアウグスチノ会の男性および女性のために創設されたが、1229年以降この修道院には修道女だけが住んだ。1543年に宗教改革の影響がこの修道院にも及び、福音主義の女子修道院となった。三十年戦争で酷く荒廃した後、1700年から1704年に復興された。現在はハノーファー修道院局（ニーダーザクセン州科学文化省の特別機関）によって管理されており、1996年から福音主義コミュニティの修道女によって運営されている。その生活は、財産の共有、独身、服従という福音主義の誓いに基づいて行われている。修道院に付属する修道院教会は修道院とともに建設されたもので、ロマネスクからゴシックへの移行期様式によるハレンキルヒェである。

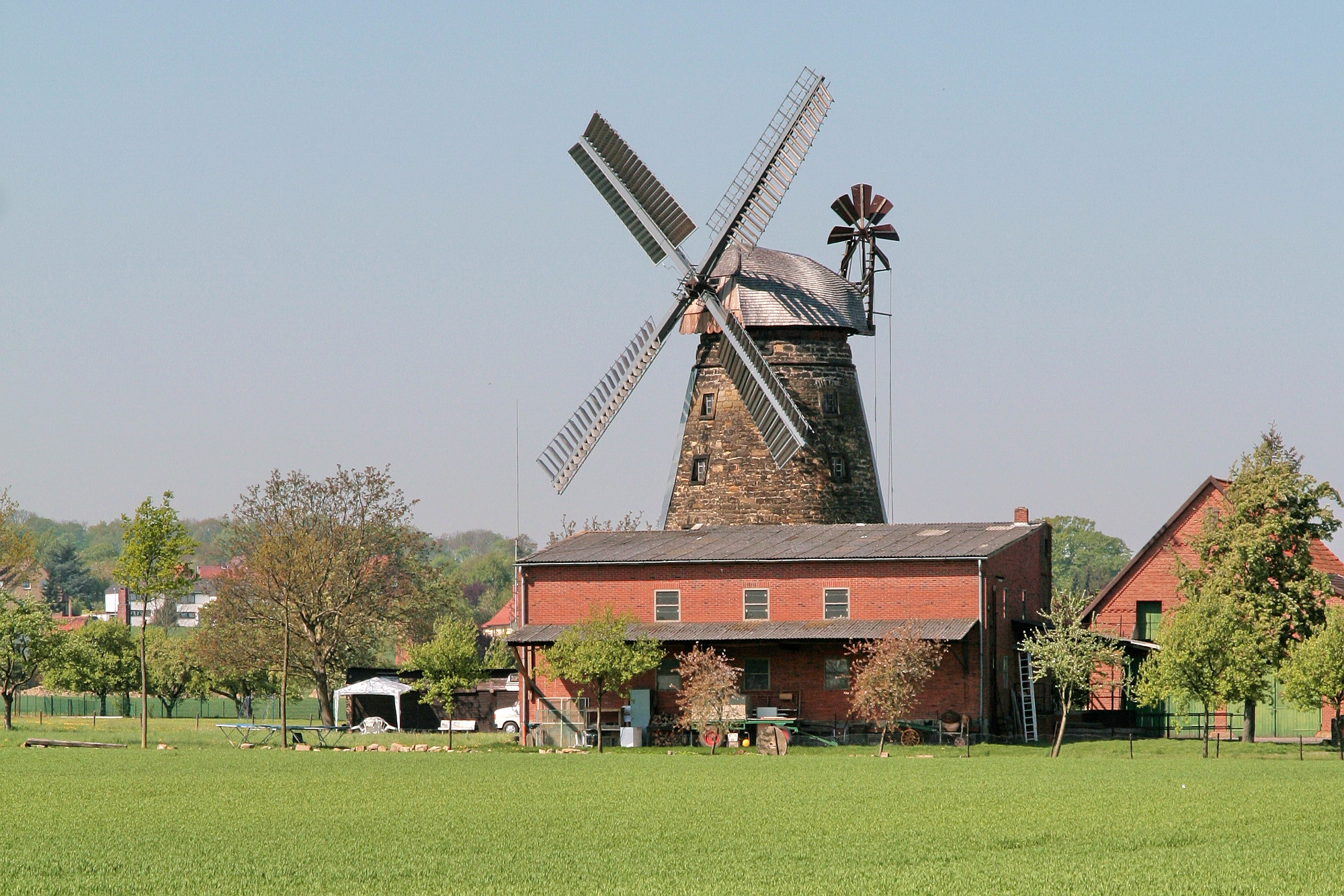
ヴィヒトリングハウゼン風車

#### ヴィヒトリングハウゼン風車
1819年に建造された現存するオランダ風車以前に、約 50 m 離れた場所に1752年に建設されたこの地域で最初のオランダ風車があった。この風車は領主のラングヴェルト・フォン・ジンメルンによって建設された。その後1795年に最初の風車が焼失し、領主に製粉所使用権を剥奪すると脅されたため、1819年に新たな風車が必要となり、建設された。しかし、この新しい建物は、ハノーファー - ミンデン街道（現在の連邦道B65号線）を通る馬が嫌がるため道路建設責任者から苦情が出た。このため1824年に現在の場所に移転された。1835年にヴェーバー家がこの風車の賃借人となり、1873年からは所有者となった。6階からなる風車塔は、ダイスター砂岩で造られており、この種の風車に典型的な回廊が設けられている。この風車は稼働可能であり、たとえば風車の日やこの地域の発見の日には稼働している。

#### その他の建築
- バルジングハウゼンにはバルジングハウゼン通信塔がある。
- ツェーヘンパルク（直訳: 鉱山公園。見学鉱山、クロスター坑、鉱山ホール）
- ダイスター＝コーレ＝プファート（直訳: ダイスター石炭の小径）

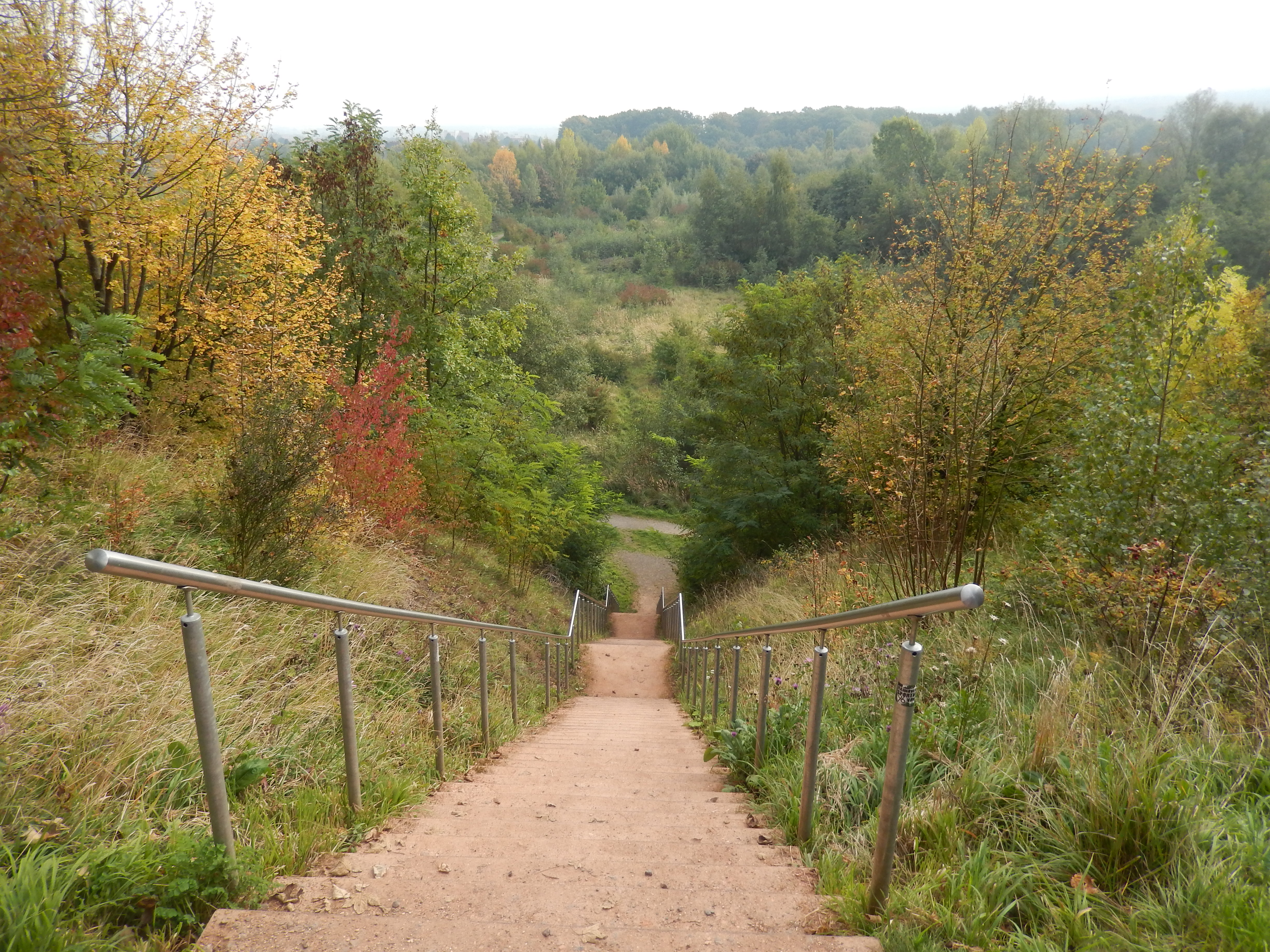
ダイスターパルク東端からの眺望と階段

### 公園と自然文化財
クロスター坑の緑化されたボタ山に、小径とベンチが整備された公園（ダイスターパルク）が設けられた。
バルジングハウゼンの自然文化財リストには、主に樹木や林の15件が登録されている。
さらに、以下のハイキング地はバルジングハウゼンの自然文化財に登録されており、一部は市境をまたいでいる。
- アルテ・タウフェ
- ベスクヴェレ
- フォレレンタイヒ
- ツィーゲンタイヒ
- イム・シュタインブルーフ・シュテンメン
- 「アルテ・シュッテン」採石場
- クロイツブーヘ

### 演劇
ニーダーザクセン州最大級の野外劇場の1つであるダイスター＝フライリヒト＝ビューネでは、1931年8月11日に最初の公演が行われた。これ以後毎年アマチュア劇団が作品を上演し、2012年までに延べ観客数は約100万人に達した。このステージ自体は、かつて砂岩が切り出されていた古い採石場に設けられている。ここで切り出された砂岩は、たとえばハノーファーのライネシュロスやウォータールー柱に用いられている。

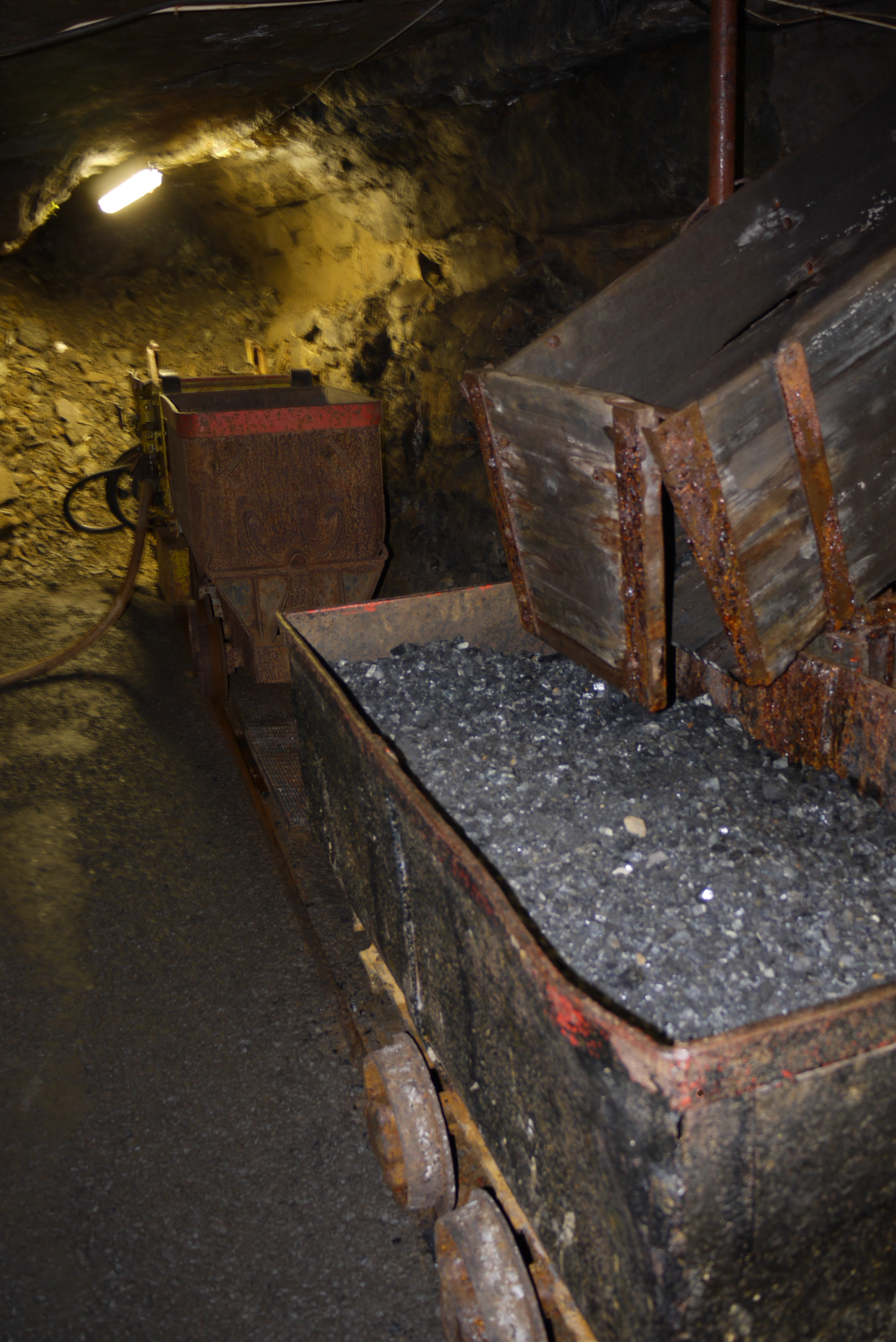
見学鉱山クロスター坑

### 博物館
バルジングハウゼン・クロスター坑は現在、見学鉱山となっており、訪問することができる。坑内に入るには坑内鉄道を利用して約15分、坑内を一周するツアー全体では2時間を要し、15人以上のグループで見学することができる。ダイスターでの石炭採掘は360年を超える長い歴史がある。石炭採掘の最初の記録は、1639年のブレーン（ヴェンニグゼン町内）におけるものである。バルジングハウゼン・クロスター坑では1869年11月10日に最初の石炭が採掘された。2012年現在、かつての坑口浴場で「エネルギッシュ - 石炭の道」という展示が行われている。

### バルジングハウゼン芸術協会
バルジングハウゼン芸術協会は2006年に創設された。その設立目標は、バルジングハウゼンおよびハノーファー広域連合のすべての住民グループ、すべての年齢層に現代芸術を身近なものにすることである。この協会は、文化的な議論の場と機会を提供し、市の文化行政の発展に刺激を与えている。面積 360 m2 の会場で、地域や国内の芸術家による、毎年4つのテーマの展覧会が企画される。この展覧会にはカタログが用意される。

### スポーツとレジャー
2006 FIFAワールドカップの際に、ポーランド代表チームがバルジングハウゼンのスポーツホテル・フックスバッハタールに滞在した、このホテルにはサッカードイツ代表チームやその他の有名人もしばしば滞在している。バルジングハウゼンは、ニーダーザクセン・サッカー連盟 (NFV) の本部所在地でもある。U13-ジュニアのニーダーザクセン室内サッカー選手権大会は、カール＝ラウエ＝ハレで開催される。
- テニスコート
- ダイスターバート（プール）
- ゴルテルナー・フライバート（屋外プール）
- ヴァルトシュタディオーン
- アウグスト＝ヴェンツェル＝シュタディオーン
- ダイスター周辺の遊歩道および自転車道

最も会員数の多いスポーツクラブは TSV バルジングハウゼンである。その第1サッカーチームは、ヴァルトシュタディオーンでホームゲームを行っており、6番目のリーグであるランデスリーガ・ハノーファーに参加している。TSV にはこの他に、ダンス、水泳、バドミントン、卓球、バスケットボール、ハンドボールといった部門がある。ハンドボールの男子第1チームは90年代にニーダーザクセン選手権で成功を収め、レギオナルリーガ・ノルトへの昇格を果たすなど活躍した。
サッカーで成功しているクラブが 1. FC ゲルマニア・エーゲストルフ/ラングレーダーで、2016年から2019年までレギオナルリーガ・ノルトに属したが、降格後は5番目のリーグであるオーバーリーガ・ニーダーザクセンで活動している。ホームゲームはエーゲストルフのシュタディオーン・アン・デア・アンメルケ（客席数 1,200）で行っている。

### 年中行事
- シュタットフェスト（市祭）8月の最終週末
- MOWI（社会的柔軟性と経済ショー）2年ごと
- アウトシャウ（自動車ショー）5月初め
- 内市街でのクリスマス村

## 経済と社会資本

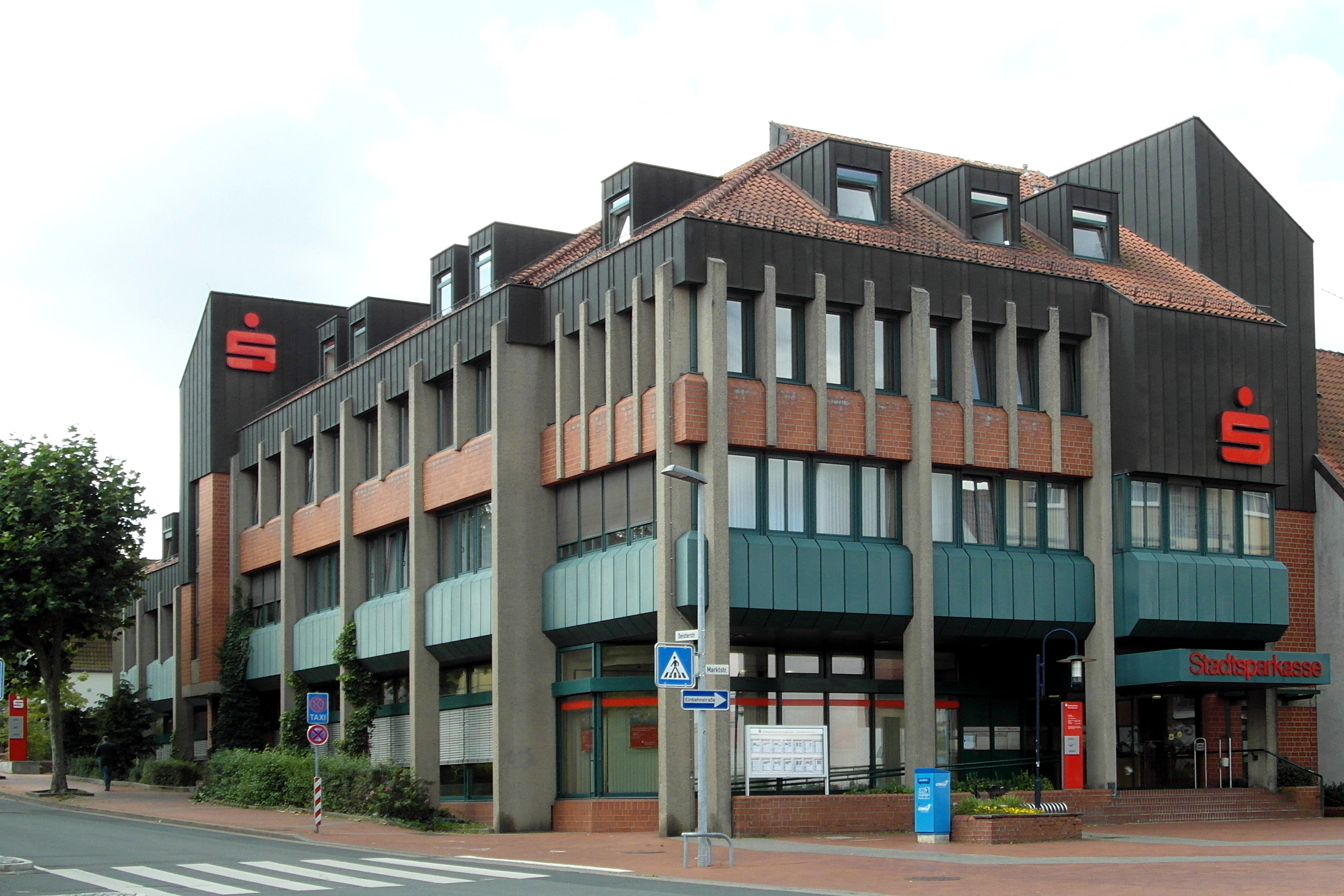
バルジングハウゼン市貯蓄銀行

1957年までプロイサクの石炭採掘が、2000人以上の従業員を擁するこの街最大の雇用主であった。中世からすでにダイスター砂岩の切り出しが行われており、ハノーファーのヴェルフ城館、オペラハウス、新市庁舎などに使われている。鉱業の終焉後新たな職場が創出された。テーヴェ (ATE) （後の TRW/TRW 自動車、現在のフェデラル＝モーグル・バルブトレイン GmbH）の工場やバールゼンがこの街に定着した。両社の大きな需要に応えて、1960年代初めにパレンシア（スペイン）から多くの労働者がバルジングハウゼンにやって来た。この他の雇用主としてはマーレ（自動車部品、2011年末に廃業）の工場、鉄鋼販売大手のデルタ＝シュタール、ショルグラスの主要支社があった。グロース・ムンツェル地区にはノルトツッカー AG の製糖工場があったが、2006年のテンサイキャンペーン後、ヨーロッパの砂糖市場体制の再編成により閉鎖され、2011年までに取り壊された。
中心部のマルクト通りは1976年から歩行者専用区域に改造された。2011年に歩行者専用区域の中心となる広場「ティー」が設けられ、地面に組み込まれた新しい泉や、近代的な Unterflurverteiler（直訳: 地中配管）が整備された。Unterflurverteilern は、内市街のイベントや市場に電力と水を供給するための仕組みである。歩行者専用区域の西端にあるかつてのショッピングセンター・バリンの建物には、2006年から服飾チェーン C&A の支店が入居している。マルクト通りではオーナー経営の店とチェーン店が入り交じり、レストランや様々な分野の店が混在している。ティーから修道院までは約 100 m、レジャー地のダイスターまでは約 300 m の距離である。

### 企業
- バルジングハウゼン市貯蓄銀行
- バールゼン GmbH & Co. KG、食品製造の第3工場
- ダイスター・エレクトロニック GmbH、セキュリティおよびセイフティー
- フェデラル＝モーグル・バルブトレイン、自動車部品（バルブ製品）
- ショルグラス GmbH（ショルグラス・サービスおよび開発共同体 GmbH）
- フィリップ・アウグ・ヴァイナウグ・フェアラーク・ウント・ノイエ・メディエン GmbH（出版とニューメディア）
- ヴィジョン GmbH ラザーテクニーク、工業用および医療用レーザーの製造および開発
- リレコ、事務用品販売（本社（2009年8月から）と流通センター）
- ベルクマン・アウトモティーフ GmbH、シリンダーライナー製造
- ケルンテック GmbH、エンジニアリングオフィス、振動および固体伝導騒音の監視、機械の診断
- デルタ＝シュタール GmbH、クナウフ・インターファー SE の子会社
- プリマガス GmbH（液化ガス供給）
- VD2-ショップス NKW GmbH & Co. kG、この地域の17のヴォーダフォン・パートナーエージェントの管理運営

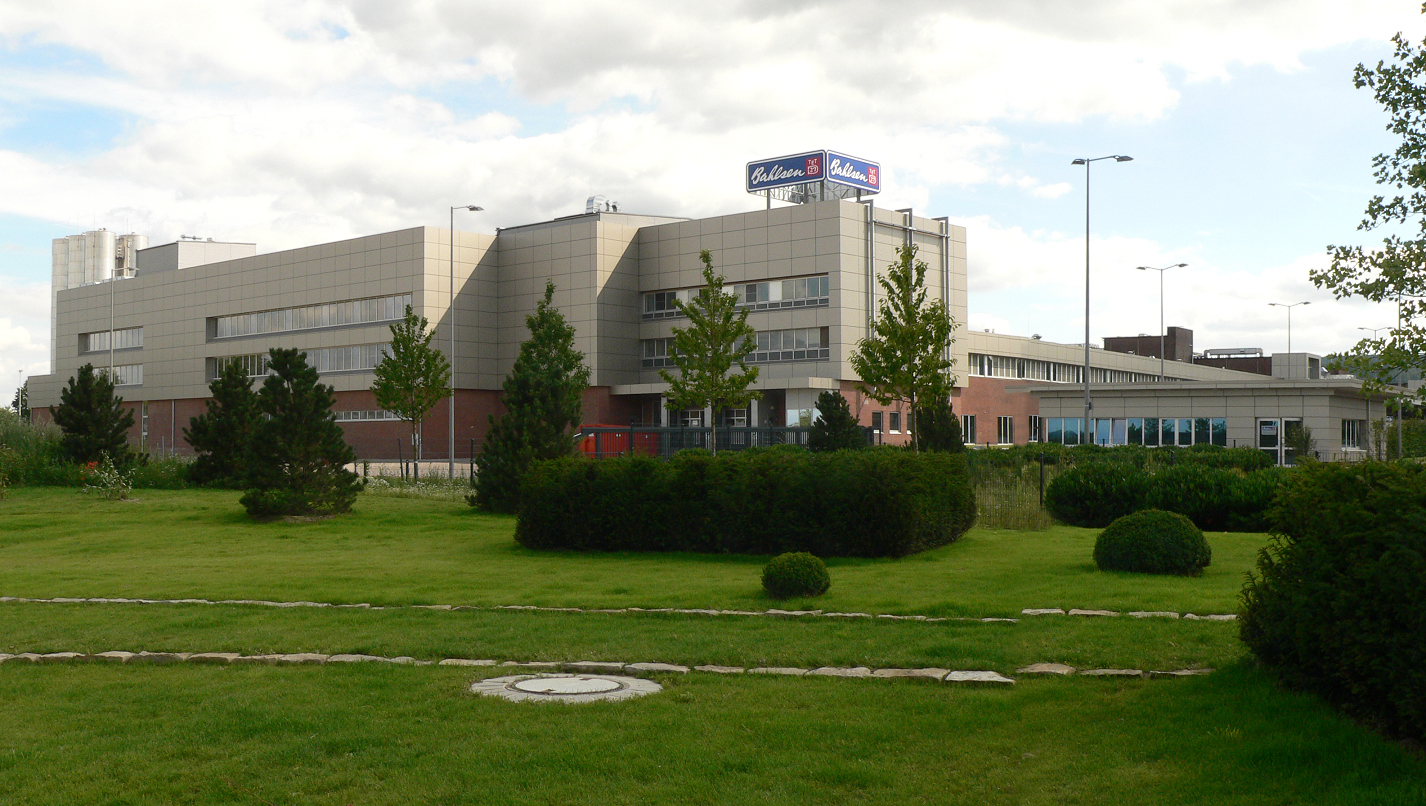
ヴァールゼン
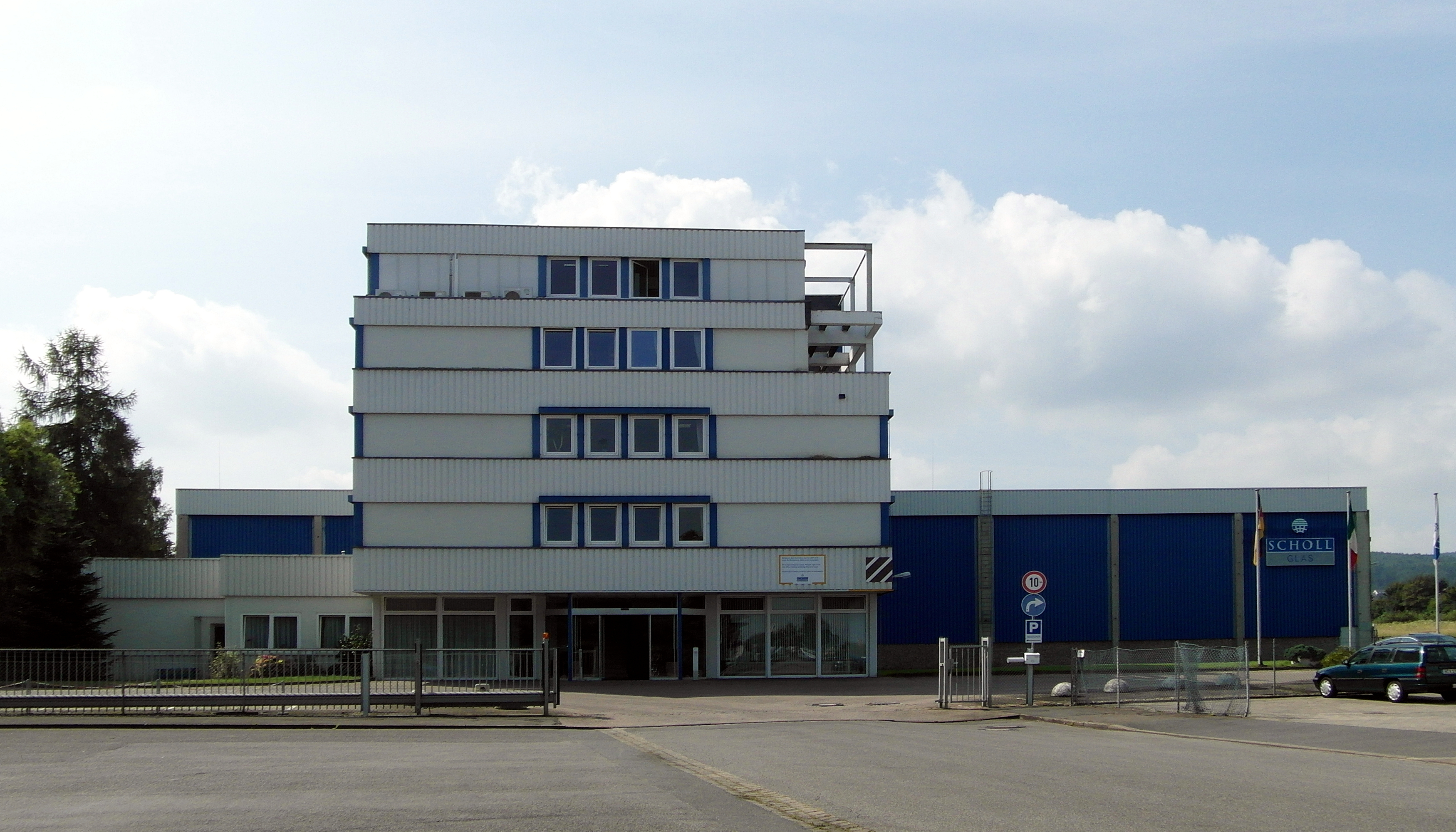
ショルグラス
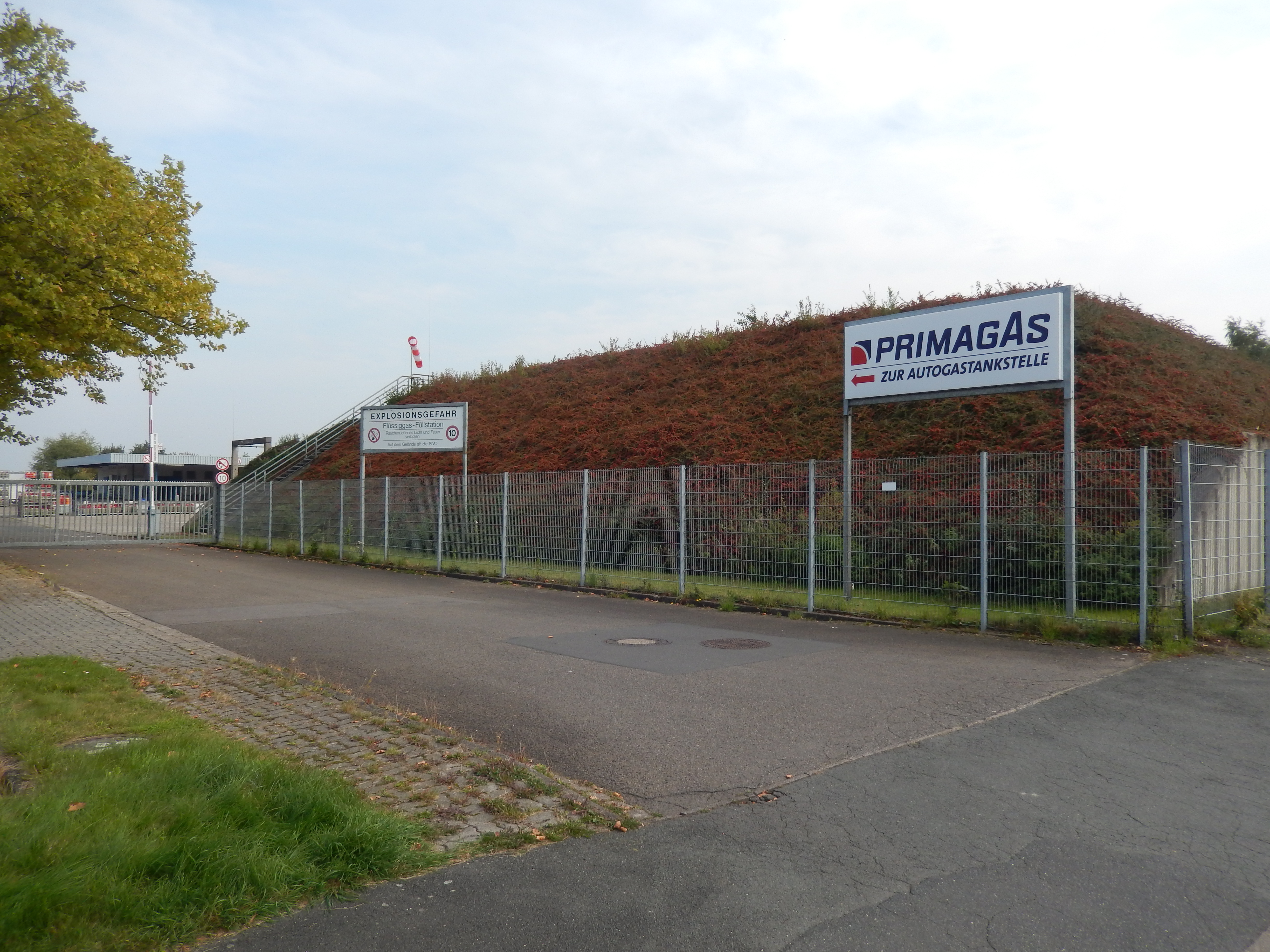
プリマガス

### メディア
- ダイスター＝ライネ＝ツァイトゥング（2012年2月29日に出版停止）
- カレンベルガー・ツァイトゥング、ハノーフェルシェ・アルゲマイネ・ツァイトゥングおよびノイエ・プレッセの地方版
- カレンベルガー・オンライン・ニュース（インターネットニュース）[18]
- ダイスター・エコー（インターネットニュース）[19]

### 教育

#### 基礎課程学校
- アドルフ＝グリンメ＝シューレ
- ヴィルヘルム＝シュテットラー＝シューレ
- エルンスト＝ロイター＝シューレ、エーゲストルフ
- アストリート＝リンドグレン＝シューレ
- アルベルト＝シュヴァイツァー＝シューレ
- グロース・ムンツェル基礎課程学校
- ヴィルヘルム＝ブッシュ＝シューレ・ホーエンボステル

#### 上級学校
- ハンナー＝アーレント＝ギムナジウム（全日制ギムナジウム）
- リーザ＝テッツナー＝シューレ（本課程および実科課程を有するオーバーシューレ、全日制）
- ゲーテシューレ KGS バルジングハウゼン（共同型総合学校）

#### 特別学校
- ベルト＝ブレヒト＝シューレ、学習障害に重点を置いた養護センターおよび養護学校
- バルジングハウゼン市民大学

#### 図書館
- バルジングハウゼンの市立図書館は約11,000点のメディア（書籍、オーディオブック、DVD、CD-ROM）を収蔵している。図書館はヴィルヘルム＝シュテットラー＝シューレの側翼に入居している。
- バルジングハウゼン＝キルヒドルフ学校センター（リーザ＝テッツナー＝シューレおよびハンナー＝アーレント＝ギムナジウムがある）内には約25,000点のメディアを収蔵する学校図書館がある。SEK-I と SEK-II に分かれている。

### 交通

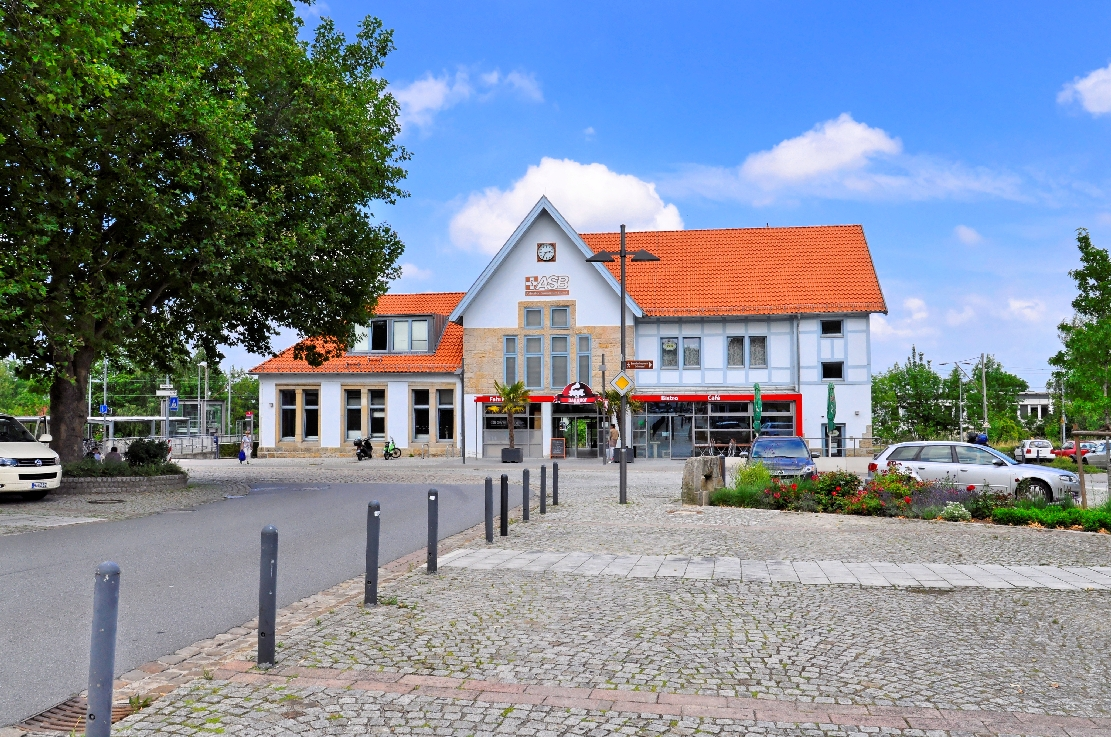
バルジングハウゼン駅の駅舎

#### 鉄道および公共旅客交通
バルジングハウゼン駅は、バルジングハウゼン市内でドイツ鉄道の鉄道網に接続する5つの駅のうちの1つである。駅舎は、アルバイター＝ザマリター＝ブント（直訳: 労働者サマリア人連合）の所有であり、研修室の他にボランティア事務所、観光案内所がある。いずれもダイスター鉄道に面した他の駅は、エーゲストルフ、キルヒドルフ、ヴィニングハウゼン、バントルフにある。ここから、ハノーファーSバーンのS1号線とS2号線が30分間隔でハノーファーおよびハステ方面に発着する。以下の表は、2022年9月現在の時刻表による。
| 路線番号 | 行程 | 運行間隔            |
| -------- | --- | ------------------- |
| S1       | ミンデン (ヴェストファーレン) - ビュッケブルク - キルヒホルステン - シュタットハーゲン - リントホルスト (シャウム＝リッペ) - ハステ (ハノーファー) - ヴンストルフ - デーデンゼン＝ギュンマー - ゼールツェ - レッター - ハノーファー＝ラインハウゼン - ハノーファー＝ノルトシュタット - ハノーファー中央駅 - ハノーファー・ビスマルクシュトラーセ - ハノーファー＝リンデン/フィッシャーホーフ - ハノーファー＝ボルヌム - エンペルデ - ロネンベルク - ヴェーツェン - レンミー - ヴェンニグセン (ダイスター) - エーゲストルフ (ダイスター) - キルヒドルフ (ダイスター) - バルジングハウゼン - ヴィニングハウゼン - バントルフ - バート・ネンドルフ - ハステ (ハノーファー) | 60分                |
| S2       | ニーンブルク (ヴェーザー) - リンスブルク - ハーゲン (ハノーファー) - アイルヴェーゼ - ノイシュタット・アム・リューベンベルゲ - ポッゲンハーゲン - ヴンストルフ - デーデンゼン＝ギュンマー - ゼールツェ - レッター - ハノーファー＝ラインハウゼン - ハノーファー＝ノルトシュタット - ハノーファー中央駅 - ハノーファー・ビスマルクシュトラーセ - ハノーファー＝リンデン/フィッシャーホーフ - ハノーファー＝ボルヌム - エンペルデ - ロネンベルク - ヴェーツェン - レンミー - ヴェンニグセン (ダイスター) - エーゲストルフ (ダイスター) - キルヒドルフ (ダイスター) - バルジングハウゼン - ヴィニングハウゼン - バントルフ - バート・ネンドルフ - ハステ (ハノーファー)    | 60分                |
| S21      | エクスプレスライン: ハノーファー中央駅 - ハノーファー・ビスマルクシュトラーセ - ハノーファー＝リンデン/フィッシャーホーフ - エンペルデ - ヴェーツェン - ヴェンニグセン (ダイスター) - バルジングハウゼン | 60分 ラッシュ時のみ |

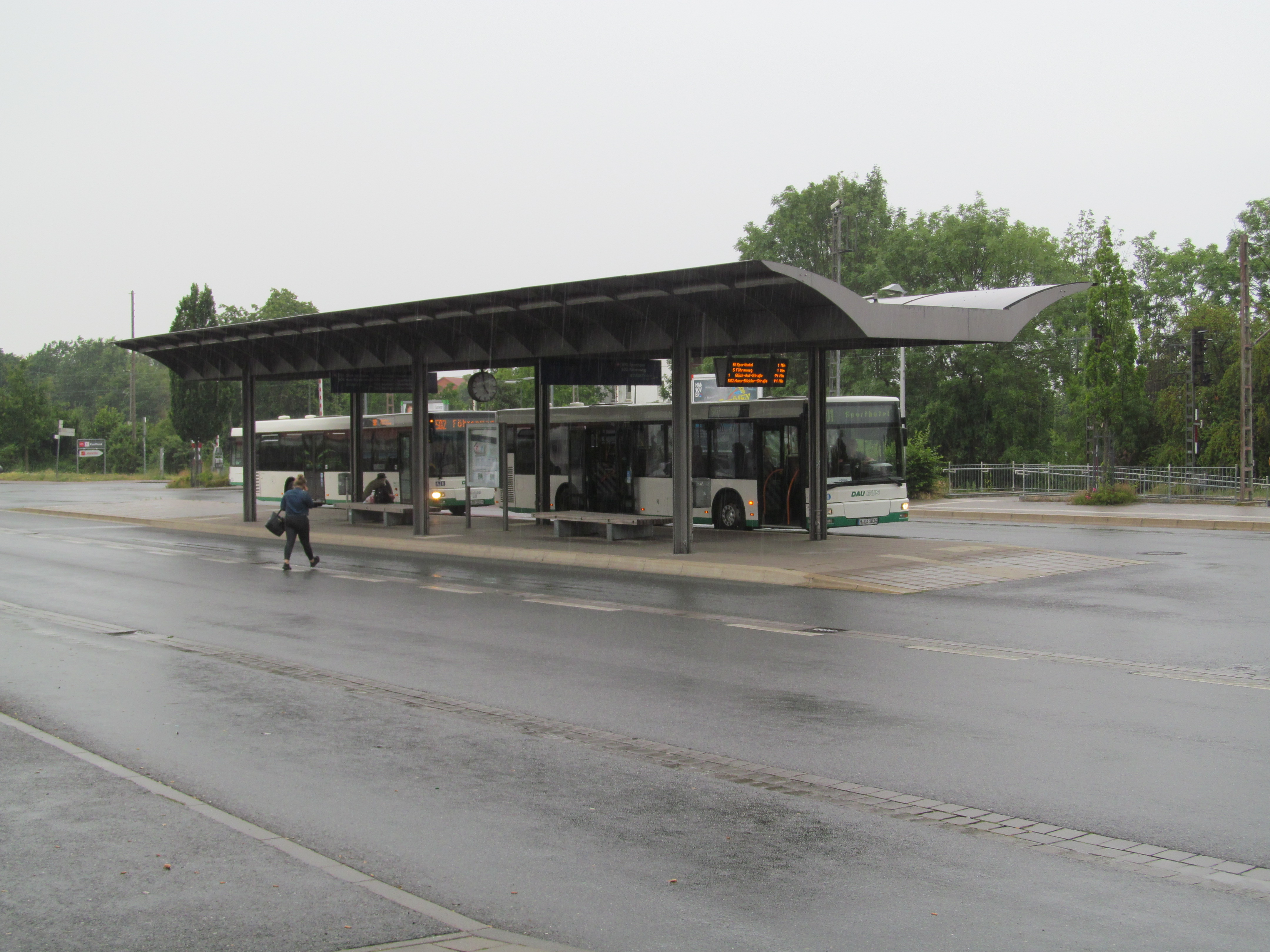
バルジングハウゼン駅前の中央バスステーション

バルジングハウゼンには、駅のすぐ隣に中央バスステーション (ZOB) もある。ここから数本の地方バス路線が近隣市町村に運行している。さらに1996年からはバルジングハウゼン中心部を2本の市バス路線が運行している。
19世紀末にシュトラーセンバーン・ハノーファー AG（1921年からは üstra）は路面電車の10号線を開業し、1898年にまずハノーファーからエンペルデ、ベンテを経由してゲールデンまでがつながった。その後この路線はレヴェステ、ラングレーダー、エーゲストルフを経由してバルジングハウゼンまで延長された。1953年11月まで路面電車は貨物輸送（ジャガイモ、穀物、テンサイ、石材、石炭）も行っていた。旅客輸送はその前年にバス路線 O10号線に移されていた。

#### 道路交通
北西の市境に面して連邦アウトバーン 2号線 (BAB 2) が、バルジングハウゼンをバート・ネンドルフおよびヴンストルフから分離する形で通っている。オスナブリュックからミンデンおよびシュタットハーゲンを経由する連邦道 65号線 (B65) が市域を東西に、ハノーファー/パイネ方面に通っている。州道 401号線はエーゲストルフでニーンシュテッター・パス峠 (277  m) を超えてハーメルン＝ピルモント郡に入る。
2006年8月から北部バイパス道路が完成し、BAB 2とハーメルン方面を通る連邦道 217号線との間を横断する交通負荷から、中心的地区のバルジングハウゼン、キルヒドルフ、エーゲストルフを解放した。

## 人物

### ゆかりの人物
- ハインツ・エルハルト（ドイツ語版、英語版）（1909年 - 1979年）コメディアン、ミュージシャン、エンターテナー、俳優、詩人。1919年から1924年までバルジングハウゼンの寄宿制の学校で学んだ。
- ヘルベルト・グルール（ドイツ語版、英語版）（1921年 - 1993年）政治家、作家。1961年から1972年までバルジングハウゼンの市議会議員を務めた。
- ハンス＝ヨアヒム・マック（ドイツ語版、英語版）（1928年 - 2008年）軍人。1984年から1987年までNATO軍の上級軍事司令官を務めた。バルジングハウゼンで亡くなった。

## 関連図書
- Martin Zeiller (1654). “Barsinghausen”. In Matthäus Merian. Topographia Ducatus Brunswick et Lüneburg. Topographia Germaniae. Band 15 (1 ed.). Frankfurt am Main: Matthaeus Merians Erben. p. 48